# 天仓增十六
鯨魚座47，又名BD-13 262，HD 8829、SAO 147812、HR 421，是鯨魚座的一颗恒星，视星等为5.66，位于銀經155.16，銀緯-73.67，其B1900.0坐标为赤經1h 21m 55.5s，赤緯-13° -73.67′ 35″。